# Фалзе (Виченца)
Фалзе је насеље у Италији у округу Виченца, региону Венето.
Према процени из 2011. у насељу је живело 61 становника. Насеље се налази на надморској висини од 211 м.